# 329 г. пр.н.е.
329 (триста двадесет и девета) година преди новата ера (пр.н.е.) е година от доюлианския (Помпилийски) римски календар.

## Събития

### В Македонската империя
- Александър Велики покорява Бактрия.[1]
- Бес е принуден да отстъпи в Согдиана, където се надява да установи новата си база, но вместо това е пленен от согдианските му поддръжници, сред които е Спитамен, и отведен в лагера на Александър. Под претекст, че е наказан за убийството на Дарий III той е третиран брутално, осакатен и екзекутиран в Екбатана.[2]
- Александър основава новия граничен град Александрия Есхата.[3]
- Избухва въстание срещу македонците в Согдиана, което бързо се пренася и в Бактрия. Водени от Спитамен и Датаферн (Dataphernes) бунтовниците унищожават македонските гарнизони и дори достигат до граничните райони, в които действа Александър с войската си. Отговорът на царят е яростен и жесток като той бързо превзема седем крепости и избива или заробва бунтовниците в тях.[3]

### В Римската република
- Консули са Луций Емилий Мамерцин Привернат (за II път) и Гай Плавций Дециан.
- Основана е римска колония Терачина.[4]
- Град Привернум се предава на римляните и става град без право на глас (civitas sine suffragio).[4]

## Починали
- Бес, сатрап и зет на Дарий III, самообявил се за Артаксеркс V